# Kairi Sane
Kaori Hōsako, meglio conosciuta con il ring name di Kairi Sane (カイリ・セイン) o semplicemente Kairi (宝迫 香織?, Hōsako Kaori; Hikari, 23 settembre 1988), è una wrestler giapponese sotto contratto con la WWE.
Ha fatto il suo debutto nel gennaio 2012 nella promozione World Wonder Ring Stardom, sotto il ring name Kairi Hojo (宝城 カイリ?, Hōjō Kairi), dove è stata una volta World of Stardom Champion, tre volte Goddess of Stardom Champion, quattro volte Artist of Stardom Champion e vincitrice del 5★Star GP 2015 e Goddesses of Stardom Tag League 2016. La sua permanenza nella promozione di Tokyo è durata sino al giugno 2017, mese in cui è avvenuto il suo passaggio in WWE. Nel settembre del medesimo anno è divenuta la vincitrice del torneo Mae Young Classic. Successivamente, la Sane ha debuttato nel territorio di sviluppo di NXT dove ha vinto una volta l'NXT Women's Championship (il suo regno di 71 giorni è il più breve nella storia del titolo). Ha vinto anche due volte il Women's Tag Team Championship con Asuka, il cui primo regno è durato 171 giorni.
Nel 2016 Dave Meltzer, giornalista del Wrestling Observer Newsletter, l'ha definita una delle "tre migliori wrestler del mondo" assieme a Io Shirai e Mayu Iwatani.

## Carriera

### WWE (2017–2020)

#### Mae Young Classic (2017)
Dopo diversi mesi di trattative, nel marzo 2017 la Hōsako sigla un contratto triennale con la WWE. Rimane tuttavia alla Stardom sino al giugno 2017.

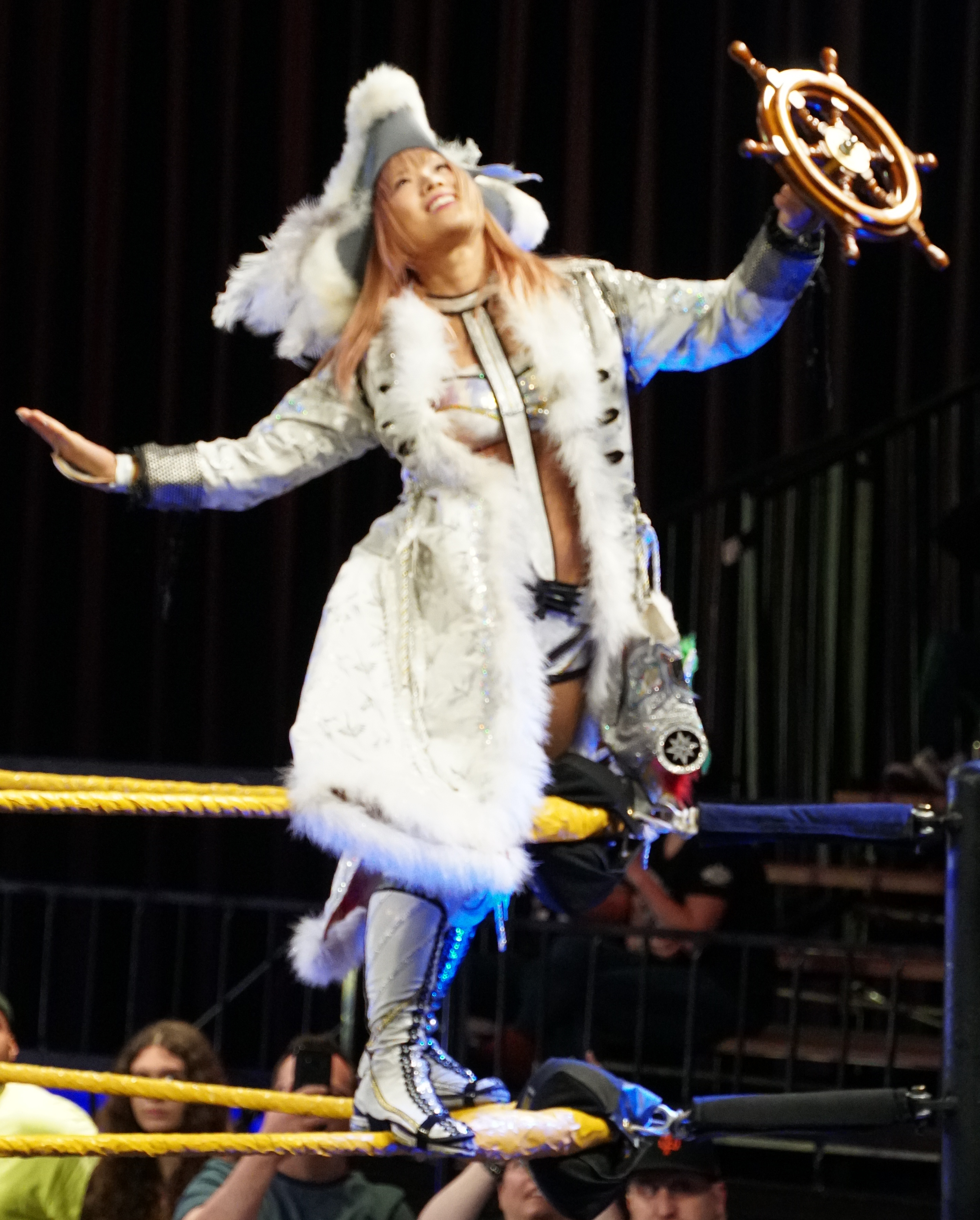
Kairi Sane ai WrestleMania Axxess nel 2018

Il 30 giugno, nel corso di un evento dal vivo a Tokyo, viene presentata in un video con il nome Kairi Sane ed assegnata nel territorio di sviluppo della compagnia, NXT. Nella stessa occasione è annunciata come una delle partecipanti del Mae Young Classic, torneo dedicato alla memoria dell'omonima wrestler scomparsa nel 2014. Esordisce nel torneo il 13 luglio seguente, sconfiggendo Tessa Blanchard e avanzando al secondo round, dove invece si impone su Bianca Belair. Seguiranno altre due vittorie contro Dakota Kai e Toni Storm, rispettivamente ai quarti e alle semifinali, durante le quali subisce una commozione cerebrale e un lieve infortunio al collo. Malgrado tali disagi riesce ad accedere alla finalissima del 12 settembre contro Shayna Baszler e a battere la sua sfidante, vincendo dunque il torneo. Grazie a tale successo la giapponese si guadagna anche un match per il vacante NXT Women's Championship, ora senza padrona dopo il passaggio di Asuka al roster di Raw.

#### NXT(2017–2019)
La Sane compie il suo debutto ad NXT, territorio di sviluppo della WWE, il 10 agosto 2017, nel corso di un house show, facendo coppia con Aliyah e Dakota Kai in un Six-woman Tag Team match che le vede vittoriose su Billie Kay, Peyton Royce e Shayna Baszler, proprio grazie ad uno schienamento della giapponese su quest'ultima. Kairi ha in seguito fatto il suo debutto televisivo nella puntata di NXT del 4 ottobre, sconfiggendo facilmente Aliyah, stabilendosi quindi come face. Nella puntata di NXT dell'8 novembre, Kairi ha sconfitto Billie Kay. Il 18 novembre, a NXT TakeOver: WarGames, Kairi ha partecipato ad un Fatal 4-Way match che includeva anche Ember Moon, Nikki Cross e Peyton Royce con in palio il vacante NXT Women's Championship, ma il match è stato vinto dalla Moon. Nella puntata di NXT del 29 novembre, Kairi ha sconfitto Peyton Royce. Il 28 gennaio 2018, alla Royal Rumble, Kairi ha fatto la sua prima apparizione nel roster principale partecipando all'omonimo match femminile entrando col numero 6, ma è stata eliminata da Dana Brooke. Nella puntata di NXT del 15 febbraio, Kairi interviene durante un match fra la campionessa Ember Moon e Shayna Baszler valevole per l'NXT Women's Championship, attaccando la Baszler. Nella puntata di NXT del 1º marzo, Kairi è stata sconfitta da Shayna Baszler. Nella puntata di NXT del 4 aprile, Kairi ha sconfitto Vanessa Borne. L'8 aprile, nel Kick-off di WrestleMania 34, Kairi ha fatto la sua seconda apparizione nel roster principale partecipando alla prima edizione della WrestleMania Women's Battle Royal, ma è stata eliminata. Nella puntata di NXT dell'11 aprile, Kairi ha sconfitto Lacey Evans. Nella puntata di NXT del 2 maggio, Kairi ha sconfitto la jobber Shazza McKenzie; a fine match, viene raggiunta sul ring da Lacey Evans che le porge una mano, per poi rifilarle un gancio. Nella puntata di NXT del 16 maggio, Kairi fa la sua comparsa dopo un match vinto da Lacey Evans, cercando di colpirla con un elbow dal paletto, riuscendo a sfuggire. Nella puntata di NXT del 23 maggio, Kairi è stata sconfitta da Lacey Evans. Nella puntata di NXT del 6 giugno, Kairi ha sconfitto Lacey Evans. Nella puntata di NXT del 4 luglio, Kairi accetta una sfida lanciatale da Vanessa Borne la settimana precedente. Nella puntata di NXT dell'11 luglio, Kairi ha sconfitto Vanessa Borne; a fine match, sfida la campionessa Shayna Baszler, ricordandole di averla già battuta in passato e che presto conquisterà la cintura. Nella puntata di NXT del 18 luglio, Kairi ha vinto un Triple Threat match che includeva anche Candice LeRae e Nikki Cross, diventando la contendente n. 1 all'NXT Women's Championship di Shayna Baszler. Nella puntata di NXT del 25 luglio, avviene la firma del match fra Kairi Sane e Shayna Baszler, dove la campionessa la mette in guardia che non riuscirà a detronizzarla. Nella puntata di NXT del 1º agosto, Kairi soccorre Candice LeRae dopo il suo match contro Shayna Baszler, dove mentre si china a vedere le condizioni dell'amica viene colpita alle spalle da Shayna. Nella puntata di NXT del 15 agosto, Kairi ha sconfitto Aliyah.
Il 18 agosto, a NXT TakeOver: Brooklyn IV, Kairi ha sconfitto Shayna Baszler conquistando così l'NXT Women's Championship per la prima volta. Nella puntata di NXT del 5 settembre, Kairi ha sconfitto la jobber Tish Adora; a fine match, ha un alterco fisico con Shayna Baszler. Nella puntata di NXT del 26 settembre, Kairi ha sconfitto Vanessa Borne; a fine match, arriva Shayna Baszler che la sfida in un rematch in quel di Evolution. Il 28 ottobre, a Evolution, Kairi ha perso il titolo contro Shayna Baszler dopo 71 giorni di regno, a causa di una distrazione delle debuttanti Jessamyn Duke e Marina Shafir in favore della Baszler.
Nella puntata di NXT del 7 novembre, viene ufficializzato dal General Manager William Regal, che Kairi Sane avrà il suo rematch contro Shayna Baszler ad NXT TakeOver: WarGames II in un 2-out-of-3 Falls match. Il 17 novembre, a NXT TakeOver: WarGames II, Kairi ha affrontato Shayna Baszler in un 2-out-of-3 Falls match per l'NXT Women's Championship, ma è stata sconfitta per 2-1, a causa all'intervento delle sue alleate Jessamyn Duke e Marina Shafir, che a fine match cercano di attaccare la Sane, salvata dall'intervento di Dakota Kai e la debuttante Io Shirai. Nella puntata di NXT del 28 novembre Kairi, Dakota Kai e Io Shirai sono nel backstage dove chiedono un match contro Jessamyn Duke, Marina Shafir e Shayna Baszler. Nella puntata di NXT del 23 gennaio 2019, la Sane e Io Shirai hanno sconfitto le jobbers Amber Nova e Tanea Brooks. Il 27 gennaio, alla Royal Rumble, Kairi entra con il numero 14; elimina Sarah Logan (insieme a Natalya), e dopo 17 minuti viene eliminata da Ruby Riott. Nella puntata di NXT del 30 gennaio, Kairi e Io Shirai hanno sconfitto Jessamyn Duke e Marina Shafir. Nella puntata di NXT del 6 febbraio Kairi, Io Shirai e Bianca Belair hanno sconfitto Jessamyn, Marina e Shayna Baszler, dove la Shirai schiena la campionessa. Nella puntata di NXT del 13 marzo, Kairi cerca di fermare Shayna Baszler, che era intervenuta durante un match fra Bianca Belair e Io Shirai per determinare la n.°1 Contender per l'NXT Women's Championship, sottomettendo tutte le rivali, compresa la stessa Sane; successivamente, viene annunciato un Fatal 4-Way match in quel di NXT TakeOver: New York. Nella puntata di NXT del 3 aprile, il match fra Kairi e Bianca Belair finisce in No Contest a seguito dell'intervento di Shayna Baszler, Jessamyn Duke e Marina Shafir, dove poi si aggiunge Io Shirai scatenando una rissa, che si conclude con la Shirai che stende tutte con un Moonsault e posa con la cintura al centro del ring. Il 5 aprile, a NXT TakeOver: New York, Kairi ha preso parte al Fatal-4-Way match per l'NXT Women's Championship che includeva la campionessa Shayna Baszler, Io Shirai e Bianca Belair, dove la Baszler ha difeso la cintura con successo. Il 7 aprile, nel Kick-off di WrestleMania 35, Kairi ha partecipato alla seconda edizione della WrestleMania Women's Battle Royal, ma è stata eliminata dalla Riott Squad (Ruby Riott, Liv Morgan e Sarah Logan). Nella puntata di NXT del 17 aprile, Kairi ha affrontato Shayna Baszler per l'NXT Women's Championship, ma è stata sconfitta per squalifica a causa dell'intervento di Io Shirai, in quello che sarà il suo ultimo match ad NXT.

#### The Kabuki Warriors (2019–2020)
Con lo Shake-up del 16 aprile, Kairi è stata promossa nel roster principale e assegnata a SmackDown, venendo presentata da Paige, manager del nuovo tag team composto dalla stessa Kairi e Asuka; quella stessa sera lei, Asuka, Bayley e Ember Moon hanno sconfitto le IIconics, Mandy Rose e Sonya Deville. Nella puntata di SmackDown del 23 aprile, Kairi ha sconfitto Peyton Royce nel suo primo match singolo nel roster blu. Dalla puntata del 14 maggio Kairi e Asuka vengono soprannominate Kabuki Warriors. le due atlete giapponesi anno iniziato una rivalità contro le IIconics, le attuali Women's Tag Team Champions, me nella puntata di SmackDown del 16 luglio non sono riuscite a conquiatre i titoli. Nella puntata di Raw del 5 agosto, le Kabuki Warriors hanno preso parte ad un fatal 4-way tag team elimination match match per il Women's Tag Team Championship ma a vincere i titoli sono Alexa Bliss e Nikki Cross. Il 6 ottobre, a Hell in a Cell, le Kabuki Warriors effettuando di fatto un turn heel e hanno sconfitto Alexa Bliss e Nikki Cross conquistando il Women's Tag Team Championship per Sane è il suo primo titolo in WWE. 
Il14 ottobre, le Kairi Sane e Asuka sono passate al roster di Raw per effetto del Draft. Poco dopo hanno terminato la collaborazione con il loro manager Paige. Il 30 ottobre hanno difeso le cinture a NXT contro Dakota Kai e Tegan Nox. L'undici novembre, le Kabuki Warriors hanno difeso con successo le cinture contro Becky Lynch e Charlotte Flair, grazie ad una distrazione provocata da Shayna Baszler e Bayley, rispettivamente la campionessa di NXT e di SmackDown. Il 24 novembre, alle Survivor Serier, Kairi insieme alla sua campagna di team ha preso parte al 5-on-5-on-5 Traditional Survivor Series Women's Elimination match lottando per il team di Raw insieme a Charlotte Flair, Natalya e Sarah Logan. Sane durante il match viene eliminata da Sasha Banks e la vittoria va al team di NXT.
Nel mese di dicembre hanno difeso le cinture prima nel evento Starrcade, in un Fatal 4-Way Tag Team match contro Becky Lynch & Charlotte Flair, Bayley & Sasha Banks e Alexa Bliss & Nikki Cross, poi a TLC: Tables, Ladders & Chairs, in un Tables, Ladders, and Chairs match contro Lynch e Flair. In quest'ultimo match Kairi subi un infortuneo tenendolada lontano dal ring per circa un mese. Il 26 gennaio, alla Royal Rumble, Kairi Sane ha preso parte alla terza edizione del Women's Royal Rumble match entrando col numero 11, ma dopo 5:22 minuti è stata eliminata da Alexa Bliss. Nella puntata di Raw del 30 marzo, viene annunciato che a WrestleMania 36 le Kabuki Warriors metteranno in palio i Women's Tag Team Championship all'assalto di Alexa Bliss e Nikki Cross. Il 4 aprile, durante la prima serata di WrestleMania 36, le Kabuki Warriors hanno perso i titoli contro Alexa Bliss e Nikki Cross, dopo 171 giorni di regno.
Nella puntata di Raw del 13 aprile, Kairi è stata sconfitta facilmente da Nia Jax, non riuscendo a qualificarsi per il Women's Money in the Bank Ladder match. Nella puntata di Raw dell'11 maggio, Kairi si congratula nel backstage con Becky Lynch in seguito alla sua gravidanza; in seguito, è con Asuka la quale ha conquistato la valigetta del Money in the Bank, nella quale presente il Raw Women's Championship, conquistando il titolo reso vacante dalla Lynch, effettuando un turn-face. Kairi Sane si impegno ad aiutare l'amica a difendere il titolo prima contro Nia Jax e poi contro Sasha Banks la quale nella puntata di Raw del 20 luglio sconfisse Asuka e prese il titolo.
Nella puntata di Raw del 20 luglio, le Kabuki Warriors interrompono i festeggiamenti di Bayley e Sasha Banks sul ring, dove Asuka dice che la Banks non era pronta per lei, mentre lei stessa non era pronta per essere derubata e quel titolo è il suo, Sasha la provoca e la invita a prenderselo, mentre stanno per raggiungerle sul quadrato appare Stephanie McMahon sullo schermo che si complimenta con Bayley e Sasha per i loro titoli, ma per quanto riguarda Sasha l'esito del suo match è stato sicuramente un horror show, può credere di averlo vinto ma non è della stessa opinione, pertanto la settimana prossima Asuka e Sasha si affronteranno per decretare chi sarà la detentrice ufficiale del Raw Women's Championship, in un match dove la Banks perderà anche per squalifica, count-out e se dovesse intervenire la sua amica Bayley; successivamente, Kairi ha sconfitto la SmackDown Women's Championship Bayley, quando ribalta un tentativo di Bayley to Belly con un roll-up a sorpresa. Nella puntata di Raw del 27 luglio, Kairi accompagna Asuka durante il suo match contro Sasha Banks, la Sane mette Bayley in fuga per prevenire eventuali intromissioni e si dà inizio al match fra Asuka e Sasha per il Raw Women's Championship; verso la fine dell'incontro, Asuka si porta in vantaggio ma sullo schermo appaiono delle riprese nel backstage dove Bayley attacca brutalmente Kairi smantellandola da tutte le parti, la giapponese si distrae e corre a salvare l'amica, l'arbitro la conta fuori e così Sasha Banks diventa la detentrice ufficiale del Raw Women's Championship, mentre Asuka perde ufficialmente il titolo. In seguito, Charly Caruso è dal medico che cerca di ottenere informazioni sulle condizioni di Kairi Sane (storyline, in quanto la Sane ha ufficialmente lasciato la WWE), Asuka esce dalla stanza triste ed inizia ad urlare per la disperazione. Kairi ha deciso di lasciare la federazione per restare in Giappone con il marito.

### Ritorno in WWE (2023–presente)
Tornò a sorpresa in WWE il 4 novembre, a Crown Jewel, aiutando la connazionale Iyo Sky a sconfiggere Bianca Belair conservando il Women's Championship. Nella puntata di SmackDown del 10 novembre si alleò ufficialmente con le Damage CTRL insieme a Sky, Bayley, Dakota Kai e Asuka attaccando Bianca Belair, Charlotte Flair e Shotzi. Il 25 novembre, a Survivor Series WarGames, le Damage CTRL vennero sconfitte da Bianca Belair, Becky Lynch, Charlotte Flair e Shotzi in un WarGames match. Il suo primo match a SmackDown, tuttavia, lo perse contro Bianca Belair nella puntata del 1º dicembre a causa di un errore di Bayley. Nella puntata di SmackDown del 26 gennaio le Kabuki Warriors sconfissero Kayden Carter e Katana Chance vincendo il Women's Tag Team Championship per la seconda volta. Il 27 gennaio, a Royal Rumble, partecipò all'omonimo incontro entrando col numero 11 ma venne eliminata da Kayden Carter. Le Kabuki Warriors difesero le cinture nella rivincita contro Kayden Carter e Katana Chance il 5 febbraio a Raw. Il 24 febbraio, nel Kickoff di Elimination Chamber: Perth, difesero le cinture di coppia contro Candice LeRae e Indi Hartwell. Nella puntata speciale NXT Roadblock del 5 marzo le Kabuki Warriors sconfissero Lyra Valkyria e Tatum Paxley mantenendo le cinture. Nella puntata di Raw dell'11 marzo sconfissero anche Shayna Baszler e Zoey Stark difendendo i titoli.

## Vita privata
Il 22 febbraio 2020, ha annunciato di essersi sposata con un uomo giapponese con cui aveva una relazione a distanza in Giappone.

## Personaggio

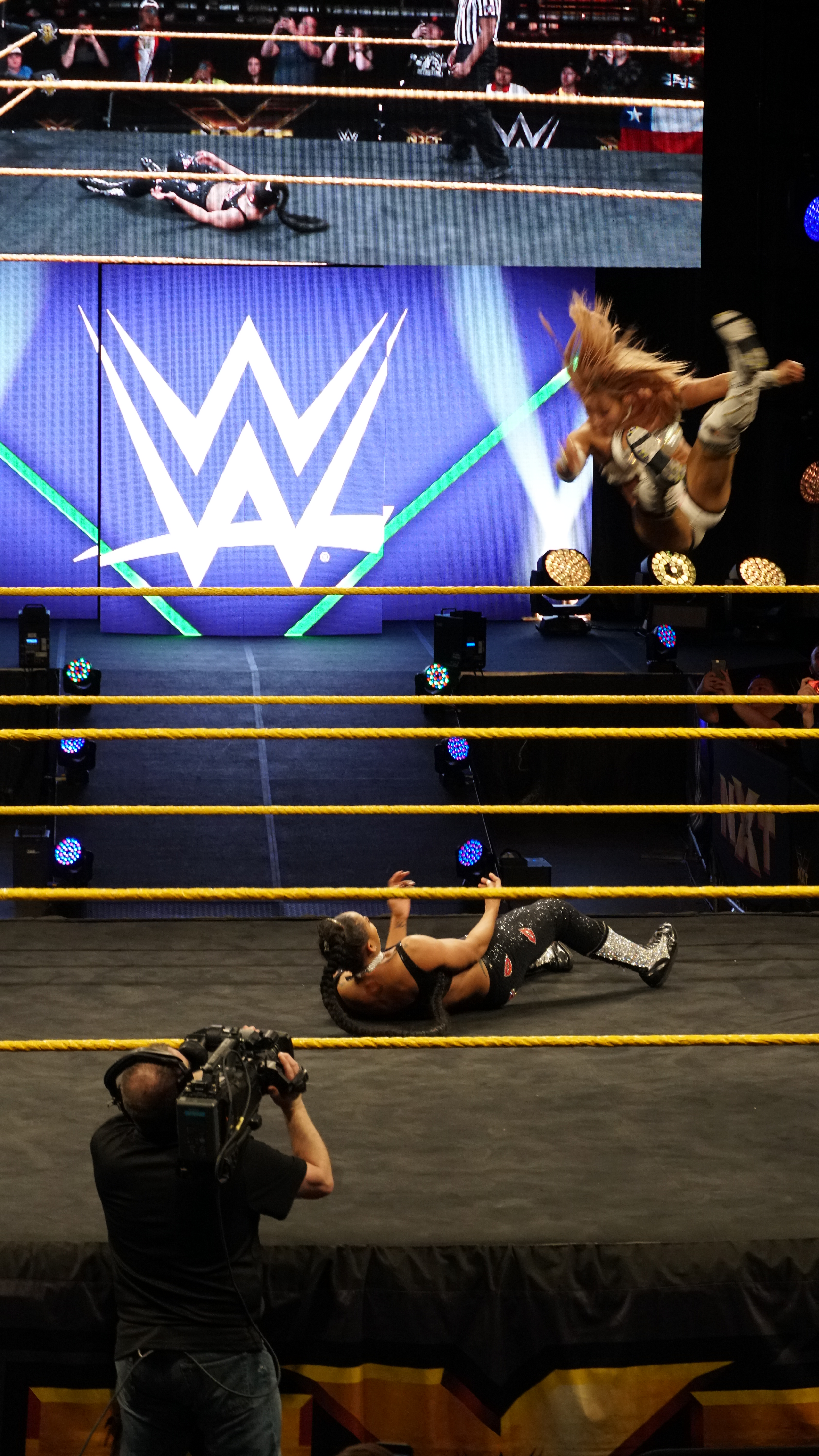
Kairi mentre esegue lInSane Elbow su Bianca Belair

### Mosse finali
- InSane Elbow (Diving elbow drop)
- Ikari / The Anchor (Bridging cross-legged Boston crab)[28]

### Soprannomi
- "Onna Kaizoku"[29]
- "The Pirate Princess"

## Titoli e riconoscimenti
- New Japan Pro-Wrestling
  - IWGP Women's Championship (1)

- Pro Wrestling Illustrated

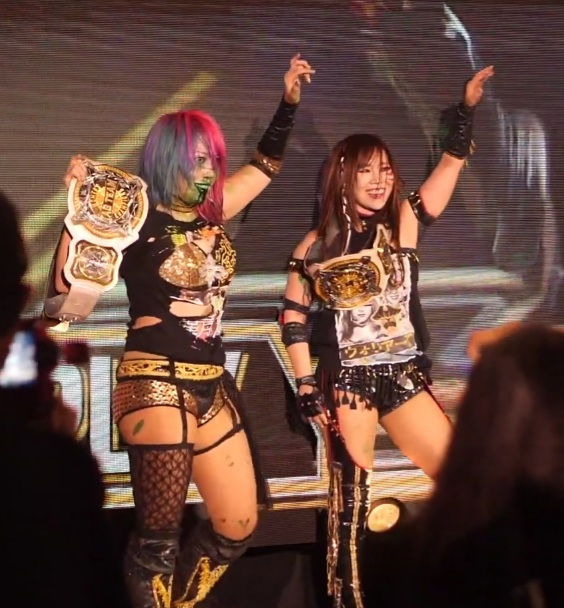
Kairi (a destra) con il Women's Tag Team Championship, titolo che ha detenuto due volte con Asuka

  - 10ª tra le 50 migliori wrestler singole nella PWI Female 50 (2017)[30]

- Sports Illustrated
  - 8ª tra le 10 migliori wrestler dell'anno (2018) - ex aequo con Shayna Baszler
  - 9ª tra i 50 migliori tag team nella PWI 500 (2020) - con Asuka

- World Wonder Ring Stardom
  - Artist of Stardom Championship (5) – con Kaori Yoneyama e Yuhi (1), Chelsea e Koguma (1), Io Shirai e Mayu Iwatani (1), Hiromi Mimura e Konami (1), Natsupoi e Saori Anou (1)
  - Goddess of Stardom Championship (3) – con Natsumi Showzuki (1), Nanae Takahashi (1) e Yoko Bito (1)
  - Wonder of Stardom Championship (1)
  - World of Stardom Championship (1)
  - 5★Star GP (2015)
  - Goddesses of Stardom Tag League (2016) – con Yoko Bito
  - 5★Star GP Best Match Award (2014) - contro Nanae Takahashi il 24 agosto[31]
  - Best Match Award (2014) - con Nanae Takahashi contro Risa Sera e Takumi Iroha il 23 dicembre[32]
  - Best Tag Team Award (2014) - con Nanae Takahashi[32]
  - Best Tag Team Award (2016) - con Yoko Bito[33]
  - MVP Award (2015)[34]
  - Outstanding Performance Award (2013)[35]
  - Technique Award (2016)[33]

- WWE
  - WWE Women's Tag Team Championship (2) – con Asuka
  - NXT Women's Championship (1)
  - Mae Young Classic (edizione 2017)[15]
  - NXT Year-End Award (2)
    - Female Competitor of the Year (edizione 2018)
    - Overall Competitor of the Year (edizione 2018)

  - Year–End Award (1)
    - Women's Tag Team of the Year (edizione 2019) - con Asuka